# Palma Sola (Alto Lucero)
Palma Sola es una población del municipio de Alto Lucero de Gutiérrez Barrios en el estado mexicano de Veracruz. Es la población más cercana a la Central Nuclear Laguna Verde.

## Localización y demografía
La población de Palma Sola se encuentra en la costa del Golfo de México del municipio de Alto Lucero, en las coordenadas geográficas 19°46′18″N 96°25′57″O / 19.77167, -96.43250 y a 7 metros sobre el nivel del mar. Unos cinco kilómetros al sur de la población se encuentra lcalizada la Central Nuclear Laguna Verde, la única planta nuclear de generación de electricidad de México.
Su principal vía de comunicación es la Carretera Federal 180 o carretera costera del Golfo, que la comunica con el resto del estado de Veracruz al sur y al norte.
De acuerdo al Censo de Población y Vivienda realizado por el Instituto Nacional de Estadística y Geografía en 2010, tiene una población total de 3 144 habitantes, siendo 1 583 mujeres y 1 561 hombres.